# William Palmer (Leichtathlet)
William James Palmer (* 19. April 1882 in Windsor (Berkshire), Vereinigtes Königreich; † 21. Dezember 1967 in Hendon, London) war ein britischer Geher.
William Palmer gehörte zusammen mit George Larner und seinem Klubkameraden Ernest Webb zu den führenden Athleten im britischen Sportgehen. Bei den Olympischen Spielen 1908 in London ging Palmer sowohl über 3500 Meter als auch im 10-Meilen-Wettkampf an den Start. Beide Male konnte er sich für das Finale qualifizieren, musste jedoch in beiden Finals aufgeben.
Auch 1912 in Stockholm war Palmer dabei. Im Wettkampf über 10.000 Meter schaffte er es ins Finale, musste jedoch wie schon vier Jahre zuvor das Finale aufgeben.
Nach seiner aktiven Laufbahn fungierte William Palmer von 1921 bis 1922 als Präsident seines Vereins, den Herne Hill Harriers. 1948 nahm er als Gehrichter an den Olympischen Spielen 1948 in London teil. 